# Barasat
Barasat (bengali :বারাসাত) és una ciutat propera a Calcuta (i dins l'àrea de Gran Calcuta) a l'Índia, estat de Bengala Occidental, districte de North 24 Parganas a 22° 14′ N, 88° 27′ E / 22.23°N,88.45°E. Té una població (2001) de 231.515 habitants (8634 habitants el 1901).

## Història
S'hi van establir colons anglesos que van iniciar el cultiu de l'indigo (per al tint). Hi van tenir bungalows alguns dels magistrats britànics incloent Lord Warren Hastings. Hi fou penjat Nandkumar, que va acusar Lord Hastings de malversació però una contraacusació el va portar a un juicio, declaració de culpabilitat i execució el 1775; el 1831 Syed Ahmed Khan, Mear Niser Ali (Titumir) i altres van dirigir el moviment antibritànic dels Ferazee. Del 1834 al 1861 fou capital del districte de Barasat però fou abolit el 1861 i convertit en una subdivisió del districte de 24 Parganas amb capital a Barasat. Tenia 712 km² i una població d'uns 200.000 habitants (la subdivisó 264.300 el 1901 amb 724 pobles i capital a Barasat, sent la segona ciutat Gobardanga).